# (23446) 1987 SJ2
(23446) 1987 SJ2 est un astéroïde de la ceinture principale découvert en 1987.

## Description
(23446) 1987 SJ2 a été découvert le 19 septembre 1987 Smolyan en Bulgarie par Eric Walter Elst.

### Caractéristiques orbitales
L'orbite de cet astéroïde est caractérisée par un demi-grand axe de 2,40 UA, un périhélie de 1,98 UA, une excentricité de 0,17 et une inclinaison de 2,70° par rapport à l'écliptique. Du fait de ces caractéristiques, à savoir un demi-grand axe compris entre 2 et 3,2 UA et un périhélie supérieur à 1,666 UA, il est classé, selon la JPL Small-Body Database, comme objet de la ceinture principale.

### Caractéristiques physiques
(23446) 1987 SJ2 a une magnitude absolue (H) de 14,2 et un albédo estimé à 0,208.